# Емершикур
Емершикур (фр. Emerchicourt) насеље је и општина у североисточној Француској у региону Север-Па д Кале, у департману Север која припада префектури Валансјен.
По подацима из 2011. године у општини је живело 872 становника, а густина насељености је износила 170,65 становника/km². Општина се простире на површини од 5,11 km². Налази се на средњој надморској висини од 67 метара (максималној 71 m, а минималној 51 m).

## Демографија
| 1962. | 1968. | 1975. | 1982. | 1990. | 1999. | 2011. |
| ----- | ----- | ----- | ----- | ----- | ----- | ----- |
| 578   | 645   | 673   | 773   | 936   | 921   | 872   |

График промене броја становника у току последњих година